# Shanna (wrestler)
Alexandra Barrulas (Lisbona, 8 luglio 1982) è una wrestler portoghese.

## Carriera

### Total Nonstop Action Wrestling (2014)
Nel febbraio 2014, Shanna viene ingaggiata per prendere parte all'evento della TNA Maximum Impact durante il tour per il Regno Unito. Ha lottato in un match contro Alpha Female la prima notte ottenendo una vittoria, ma è stata poi sconfitta da Gail Kim in quella seguente.

### World Wonder Ring Stardom (2016-2018)
Nel giugno 2016, Shanna viaggia in Giappone per lottare nella federazione tutta al femminile World Wonder Ring Stardom durante un tour con la durata di due mesi. Nel suo primo match, ha sconfitto Hiromi Mimura. Nella seconda serata, ha sfidato senza successo Io Shirai per il SWA World Championship. Stessa sorte capita con Mayu Iwatani per l'High Speed Championship. Durante la sua ultima apparizione del tour, è stata sconfitta da Toni Storm per il SWA World Championship. Il 16 luglio 2017, Shanna ha sconfitto Kris Wolf diventando la nuova High Speed Champion. Shanna ha poi perso la cintura contro Mari Apache il 13 agosto.

### All Elite Wrestling (2019-presente)
Shanna compie il suo debutto per la All Elite Wrestling (AEW) durante la puntata di AEW Dynamite del 30 ottobre, dove viene sconfitta da Hikaru Shida, stabilendosi come face. In seguito, viene riportato che Shanna ha firmato un contratto di tre anni con la compagnia. Nella puntata di AEW Dynamite del 6 novembre, Shanna e Riho sono state sconfitte da Emi Sakura e Jamie Hayter. Nella puntata di AEW Dark del 26 novembre, Shanna ha sconfitto Big Swole, ottenendo la sua prima vittoria. Nella puntata di AEW Dynamite del 4 dicembre, Shanna si presenta sul ring attaccando Nyla Rose, dopo che la Rose continua ad infierire su Leva Bates dopo averla battuta, scatenando il tutto in una forte rissa, che si conclude con Nyla che schianta Shanna con una Powerbomb. Nella puntata di AEW Dark del 14 gennaio 2020, Shanna attacca Nyla Rose prima dell'inizio del loro match, dove Shanna si vendica dei precedenti attacchi subiti dalla Rose che coinvolgevano un tavolo, schiantandola quindi su uno di essi. Nella puntata di AEW Dark del 28 gennaio, Shanna è stata sconfitta da Nyla Rose in un Tables match; a fine match, la Rose cerca di schiantarla nuovamente su un tavolo, ma viene soccorsa da Sadie Gibbs, che però subisce una Powerbomb da parte di Nyla attraverso un tavolo. Nella puntata di AEW Dynamite del 19 febbraio, Shanna è stata sconfitta da Kris Statlander; successivamente, durante un'intervista nel backstage, viene brutalmente attacca da Britt Baker. Nella puntata di AEW Dynamite del 26 febbraio, Shanna prende parte ad un Fatal 4-Way match insieme a Big Swole, Hikaru Shida e Yuka Sakazaki, ma il match è stato vinto dalla Shida che schiena la Swole.

## Titoli e riconoscimenti
- Association Biterroise de Catch
  - ABC Women's Championship (2, attuale)
- German Wrestling Federation
  - GSW Ladies Champion (1)
- Pro-Wrestling: EVE
  - 2013 Queen of the Ring
- Swiss Championship Wrestling
  - SCW Ladies Championship (1)
- Women Superstars Uncensored
  - 2013 International J Cup Winner
- World Wonder Ring Stardom
  - High Speed Championship (1)
- World Wrestling Professionals
  - WWP World Ladies Championship (1)